# Stagonosporopsis salicorniae
Stagonosporopsis salicorniae är en svampart som först beskrevs av Paul Wilhelm Magnus, och fick sitt nu gällande namn av Died. Stagonosporopsis salicorniae ingår i släktet Stagonosporopsis, ordningen Pleosporales, klassen Dothideomycetes, divisionen sporsäcksvampar och riket svampar.   Inga underarter finns listade i Catalogue of Life.